# Opius monsonicus
Opius monsonicus är en stekelart som beskrevs av Fischer 1983. Opius monsonicus ingår i släktet Opius och familjen bracksteklar. Inga underarter finns listade i Catalogue of Life.